# Кандауровский Дом инвалидов
Кандауровский Дом инвалидов — посёлок в Тамбовском районе Тамбовской области России. Входит в Кузьмино-Гатьевский сельсовет. 

## География
Расположен в 22 км по прямой к югу от центра города Тамбова, в 3 км к западу от центра сельсовета, села Кузьмино-Гать.

## История
Министерством социального обеспечения РСФСР и Тамбовским отделом социального обеспечения 24 мая 1957 года было принято решение о строительстве Кандауровского дома-престарелых на 300 человек. В апреле 1958 года здания Кандауровского дома инвалидов были сданы в эксплуатацию.
С 2014 года в посёлке находится Кандауровский психоневрологический интернат № 3. 

## Население
| 2002 | 2010 |
| ---- | ---- |
| 342  | ↘320 |

### Национальный состав
Согласно результатам переписи 2002 года, в национальной структуре населения русские составляли 100 % от жителей.